# Giovanni Arcimboldi
Giovanni Arcimboldi (ur. w 1426 w Parmie, zm. 2 października 1488 w Rzymie) – włoski kardynał.

## Życiorys
Urodził się w 1426 roku w Parmie, jako syn Nicolòa Arcimboldo i Orsiny Canossy. Studiował na Uniwersytecie Pawijskim, gdzie uzyskał doktorat utroque iure. W młodości poślubił Briseide Pietrasanta, z którą miał syna Luigiego. Pełnił funkcję senatora i ambasadora Księstwa Mediolanu przy Stolicy Piotrowej. Gdy owdowiał, wstąpił do stanu duchwnego i w 1461 roku przyjął święcenia niższe, a pięć lat później – święcenia subdiakonatu. Następnie został protonotariuszem apostolskim i kanonikiem kapituły w Piacenzy. 20 listopada 1468 roku został wybrany biskupem Novary. Wkrótce po objęciu diecezji wrócił do Mediolanu, by ponownie objąć funkcję ambasadora. 7 maja 1473 roku został kreowany kardynałem prezbiterem i otrzymał kościół tytularny Santi Nereo ed Achilleo. Po przybyciu do Rzymu, objął funkcje prefekta Trybunału Sygnatury Sprawiedliwości i kamerlinga Kolegium Kardynałów. Był legatem w Perugii, Królestwie Węgier i Królestwie Niemieckim. W 1484 roku został arcybiskupem Mediolanu. Zmarł 2 października 1488 roku w Rzymie.